# Capucine Anav
Capucine Anav, née le 22 avril 1991 à Lyon, est une personnalité de la téléréalité, comédienne, animatrice audiovisuelle, chroniqueuse à la radio et à la télévision, influenceuse web et productrice française.
Elle s'est fait connaître comme candidate d'émissions de téléréalité dont Secret Story sur TF1 en 2012 et Les Anges de la télé réalité sur NRJ12 en 2013.
Elle est également animatrice et chroniqueuse du Mag sur la même chaîne entre 2012 et 2016. De septembre 2016 à juin 2017, elle est chroniqueuse dans l'émission télévisée Touche pas à mon poste ! sur C8.

## Biographie

### 1991-2011: Famille, études et jeunesse
Capucine Anav est née le 22 avril 1991 dans le 8e arrondissement de Lyon. Son père possède de nombreux magasins de vêtements à travers la France et sa mère est coach sportive. Elle grandit dans la commune cossue de Saint-Cyr-au-Mont-d'Or, près de Lyon,.
En 2011, après un bac STMG, elle obtient un brevet de technicien supérieur (BTS) en management des unités commerciales (MUC) avant de prendre, pendant quelques mois, la direction de la boutique G-Star du centre commercial de Confluence. C'est sur son lieu de travail qu'une directrice de casting la repère.

### Depuis 2012: parcours dans la téléréalité
En mai 2012, elle intègre l'émission Secret Story 6 sur TF1 avec deux ex-compagnons, Yoann et Alexandre.
En 2013, elle est chroniqueuse à TV Magazine pour la sixième saison de Secret story en 2013.
Après avoir rejoint en septembre 2012, Le Mag sur NRJ 12,, elle co-anime pour la première fois l'émission en juin 2014.
Elle tient certaines chroniques vidéos sur Lefigaro.fr ou sur des blogs.
En mars 2016, elle quitte l'émission Le Mag et la chaîne NRJ12.
En 2017, elle participe pour la première fois à Fort Boyard sur France 2. Elle y participe une deuxième fois en 2019 puis une troisième fois en 2020.
En 2018, elle participe et remporte l'émission de compétition Beauty Match sur TFX.
En 2019, Anav intègre le casting de la deuxième saison de l'émission Je suis une célébrité, sortez-moi de la ! tournée en Afrique du Sud en février-mars et diffusée durant l'été sur TF1. Elle arrive jusqu'en finale et finit sur le podium à la troisième position.

### Depuis 2015: productrice, animatrice et chroniqueuse
Le 31 mai 2016, elle crée Oroa Production, une société de production audiovisuelle dont elle est la gérante et avec laquelle elle produit la web-série En coloc,.
Le 5 septembre 2016, elle intègre l'équipe des chroniqueurs de Touche pas à mon poste ! sur C8.
Le 7 décembre 2016, est diffusée dans l’émission de Cyril Hanouna une scène pendant laquelle l'animateur propose à la chroniqueuse Capucine Anav un « jeu » au cours duquel il la conduit à poser la main sur son entrejambe alors qu’elle a yeux bandés. Le CSA inflige par la suite à C8 une sanction consistant en une suspension pendant une durée de quinze jours de la diffusion des séquences publicitaires au sein de l’émission. « Cette décision et cette sanction sont confirmées par le Conseil d'État le 18 juin 2018 (décision n°412071, Société C8) ».
Le 10 mars 2017, elle a présenté en direct Le Prime à Capu entourée par des chroniqueurs de TPMP. En juin 2017, elle quitte Touche pas à mon poste !.
Durant l'été 2017, elle fait partie des chroniqueurs de l'émission La Télé même l'été ! Le jeu sur C8 animée par Julien Courbet,.
En 2017-2018, elle présente E-Sports European League, une émission de jeux vidéo diffusée en troisième partie de soirée sur C8, le dimanche puis le samedi.

### Depuis 2016: comédienne
Elle produit la web-série En coloc, des courts-métrages humoristiques sur les aventures d'une « bande de potes » et dans lesquels elle tient l'un des rôles principaux. La seconde saison a été tournée et diffusée en 2018.
À partir de septembre 2017 Capucine Anav joue dans la pièce de théâtre La fève du samedi soir d'Éric Delcourt aux côtés de Renaud Roussel et Patrick Veisselier.
En 2018, elle apparaît dans un épisode de Munch en jouant le rôle d'une blogueuse.
À partir d'avril 2019, Capucine Anav joue dans la pièce de théâtre Un week-end tranquille d'Alil Vardar, avec Alexandra Vandernoot et Jérôme Lenotre. La pièce de théâtre sera également diffusée en prime time sur C8 en septembre 2019.
Le 2 juin 2023, la Direction générale de la Concurrence, de la Consommation et de la Répression des fraudes (DGCCRF) enjoint à Mme Capucine Anav, dirigeante de la SARL Oroa Production, de cesser ses pratiques commerciales trompeuses sur son compte Snapchat,.

### Vie privée

#### Famille
Elle est la cousine de la femme d'affaires Magali Berdah et de l'actrice Leslie Medina[réf. nécessaire].

#### Vie sentimentale
De 2014 à 2016, elle est en couple avec Louis Sarkozy,, fils de l'ancien président de la République Nicolas Sarkozy.
Elle est ensuite la compagne d'Alain-Fabien Delon, fils de l'acteur Alain Delon, à partir de 2017, et jusqu'en 2019[réf. nécessaire].
Elle annonce ses fiançailles avec son nouveau compagnon en février 2022. Ils se marient civilement le 14 juin 2024 à Saint-Tropez et religieusement, dans les règles du judaïsme, le 10 juillet 2024 à Grasse. Le 13 novembre 2022, elle donne naissance à une fille prénommée Lola dans une clinique privée du 8e arrondissement de Lyon.

## Publication
- 2018 : Authentique, éditions Hugo Doc[39],[40]

## Filmographie

### Cinéma
- 2015 : Leçon de pouvoir, court-métrage de Sabrina Perquis, réalisé par Thibaut Miche
- 2019 : Rendez-vous chez les Malawas, film de James Huth : la maitresse du mari de Nathalie
- 2021 : Je suis une pièce, court-métrage de Yohann Boennec
- 2022 : The Cleaners, film de Matthieu Tondeur
- 2023 : Un jour pas comme les autres, court-métrage de Pascal Lastrajoli : Sophie

### Télévision

#### Actrice
- 2016 - 2018 : En coloc, série d'Arnaud Mizzon : Justine (dans 9 épisodes)
- 2018 : Munch (saison 2, épisode 6 : Meurtre 2.0) : Charlène Vasseur

#### Productrice
- 2016 - 2018 : En Coloc, série d'Arnaud Mizzon

## Activités télévisuelles

### Animatrice
- 2015 : Le Mag de la télé-réalité sur NRJ12
- 2016 : Friends Trip 2 : La grande finale sur NRJ12
- 2017 : Le Prime à Capu sur C8
- 2017-2018 : E-Sports European League sur C8

### Chroniqueuse
- 2012 - 2016 : Le Mag sur NRJ12
- 2016 - 2017 : Touche pas à mon poste ! sur C8
- 2016-2017 : Il en pense quoi Camille ? sur C8
- 2017 : La télé même l'été ! Le jeu sur C8
- 2024 : Face à Hanouna sur C8

### Candidate
- 2012 : Secret Story 6 sur TF1
- 2013 : Les Anges de la téléréalité 5 : Welcome to Florida sur NRJ12
- 2013 : Les Anges de la téléréalité 5 : Les retrouvailles sur NRJ12
- 2014 : Les Anges fêtent Noël sur NRJ12
- 2015 : L'Œuf ou la Poule ? sur D8
- 2016 : Les Enquêtes de TPMP sur C8
- 2017 - 2020 : Fort Boyard sur France 2
- 2018 : Couple ou pas couple ? sur C8
- 2018 : Beauty Match : le choc des influenceuses sur TFX
- 2019 : Je suis une célébrité, sortez-moi de là ! sur TF1 : finaliste (classée 3e)
- 2020 : Top départ, lâchez les chevaux sur M6

## Théatre
- 2017 : La fève du samedi soir, d'Eric Delcourt, à l’Apollo théatre.
- 2019 : Un week-end tranquille, d'Alil Vardar, au théâtre de la Grande Comédie et en tournée.
- 2021 : Le Switch de Marc Fayet, mise en scène Luq Hamett au théâtre d'Edgar.

## Presse
- 2013 : Débrief de Capucine dans Le Figaro